# Snežana Rodič
Snežana Rodič (nata Vukmirović; 19 agosto 1982) è una triplista slovena.

## Palmarès
| Anno | Manifestazione          | Sede       | Evento         | Risultato      | Misura  | Note                          |
| ---- | ----------------------- | ---------- | -------------- | -------------- | ------- | ----------------------------- |
| 2003 | Europei under 23        | Bydgoszcz  | Salto triplo   | 11ª            | 12,89 m |                               |
| 2005 | Giochi del Mediterraneo | Almería    | Salto triplo   | 4ª             | 14,08 m |                               |
| 2005 | Giochi del Mediterraneo | Almería    | Salto in lungo | 6ª             | 6,24 m  |                               |
| 2005 | Mondiali                | Helsinki   | Salto triplo   | 16ª (q)        | 13,88 m |                               |
| 2009 | Europei indoor          | Torino     | Salto triplo   | 6ª             | 13,87 m |                               |
| 2009 | Giochi del Mediterraneo | Pescara    | Salto triplo   | 5ª             | 14,10 m |                               |
| 2009 | Mondiali                | Berlino    | Salto triplo   | 19ª (q)        | 13,92 m |                               |
| 2010 | Mondiali indoor         | Doha       | Salto triplo   | 9ª             | 13,84 m |                               |
| 2010 | Europei                 | Barcellona | Salto triplo   | 6ª             | 14,32 m |                               |
| 2011 | Europei indoor          | Parigi     | Salto triplo   | 4ª             | 14,35 m | Miglior prestazione personale |
| 2012 | Mondiali indoor         | Istanbul   | Salto triplo   | Qualificazione | nm      |                               |
| 2012 | Europei                 | Helsinki   | Salto triplo   | 15ª (q)        | 13,95 m |                               |
| 2013 | Giochi del Mediterraneo | Mersin     | Salto triplo   | Argento        | 14,36 m |                               |
| 2013 | Mondiali                | Mosca      | Salto triplo   | 9º             | 14,13 m |                               |
| 2014 | Europei                 | Zurigo     | Salto triplo   | 7ª             | 13,87 m |                               |